# Monoklonsko protitelo
Monoklonska protitelesa (mAb) so monospecifična in monoafinitetna protitelesa, usmerjena torej proti enemu antigenu in enemu epitopu.
Köhler in Milstein sta leta 1975 izdelala metodo za pridobivanje monoklonskih protiteles s hibridizacijo celic. S to metodo je mogoče pridobiti specifična protitelesa po želji v neomejenih količinah. Ta metoda temelji na zlitju (fuziji) ali somatični hibridizaciji med normalnim limfocitom B, ki proizvaja protitelesa, in mielomsko celico ter selekcijo zlitih celic, ki izločajo protitelesa želene specifičnosti. Take, z zlitjem pripravljene nesmrtne linije celic, imenujemo hibridomi in protitelesa, ki jih izdelujejo, monoklonska protitelesa. Uspeh te metode je temeljil na pripravi mielomskih celičnih linij, ki se razmnožujejo v normalnem gojišču za kulturo celic, vendar se ne razmnožujejo v selekcijskem gojišču, ker nimajo potrebnih genov za sintezo DNK v tem gojišču. Normalne celice po zlitju z mielomskimi celicami prispevajo potrebne gene, tako da se v selekcijskem gojišču lahko razmnožujejo samo somatični celični hibridi, lastnosti mielomske celice pa napravijo take hibridome nesmrtne.

## Nastanek in selekcija hibridnih celic
Po zlitju dveh somatičnih celic nastane celica, ki ji pravimo heterokariont. Zlitje lahko dosežemo z inkubiranjem suspenzije dveh celic z inaktiviranim virusom Sendai ali pa s polietilenglikolom (PEG). Oba omogočata zlitje plazemskih membran, pri čemer nastane hibridna celica z dvema ločenima jedroma – heterokariont. Po več delitvah se jedri združita v eno veliko jedro, ki ima kromosome obeh starševskih celic. V tem stadiju je celica nestabilna, se razmnožuje in izgublja različno število kromosomov od enega ali obeh partnerjev, dokler se končno ne stabilizira. Naključna izguba kromosomov pa lahko povzroči, da se izgubijo kromosomi, ki so potrebni za preživetje celice, in tak hibridom odmre. Lahko se seveda izgubijo tudi kromosomi, ki so potrebni za sintezo protiteles.
Pri postopku fuzije se dejansko zlije le majhen odstotek celic in nekatere zlite celice nastanejo iz homogenih starševskih celic A-A ali B-B in samo nekatere so želeni hibridi A-B. Hibridne celice je zato treba ločiti od homogenih zlitih celic in od nezlitih celic. Pri najbolj pogosto uporabljeni metodi za osamitev hibridov A-B vzamemo mielomske celice, ki zaradi mutacije ne zmorejo sinteze nukleotidov po eni od dveh sinteznih poti. Zlite celice gojimo nato v gojišču HAT (H = hipoksantin, A = aminopterin, T = timidin), v katerem preživijo samo hibridne celice A-B.f>
Podlaga za selekcijo v gojišču HAT je ugotovitev, da sesalske celice lahko sintetizirajo nukleotide po dveh različnih sinteznih poteh: po poglavitni poti, imenovani pot de novo, in po pomožni poti. Pot de novo, po kateri se formilne ali metilne skupine prenesejo iz aktivirane oblike tetrahidrofolata, blokira aminopterin, analog folne kisline. Če je poglavitna pot blokirana, uporabi celica pomožno pot, ki obide aminopterinsko blokado. Encima, ki katalizirata sintezo po pomožni poti, sta hipoksantin-gvanozin fosforibozil transferaza (HGPRT)  in timidin kinaza (TK). Gojišče HAT tako zaradi aminopterina blokira poglavitno pot, hipoksantin in timidin pa delujeta kot substrata za sintezo nukleinskih kislin po alternativni poti. Če zlijemo dve celici, eno z mutiranim genom za TK in eno z mutiranim genom za HGPRT, se bodo v gojišču HAT lahko razmnoževale le fuzirane hibridne celice, ki imajo vse potrebne encime za razmnoževanje v tem gojišču. 

### Priprava in čiščenje monoklonskih protiteles
Za enega fuzijskega partnerja vzamemo mielomske celice, ki ne izdelujejo protiteles, so torej Ig- in so tudi HGPRT-. Te celice ne preživijo v gojišču HAT, podelijo pa zlitim celicam nesmrtnost. Drugi fuzijski partner pa so vranične celice, ki vsebujejo aktivirane limfocite B (so Ig+ in HGPRT+). Nezlite vranične celice so končno diferencirane, živijo le kratek čas, zato izven organizma kmalu odmrejo. Po fuziji razdelimo zlite celice v jamice za mikrokulturo, kjer je gojišče HAT. Po 7–10 dneh so v večini jamic celice mrtve, v nekaterih pa so vendarle majhne gruče živih celic, ki jih lahko odkrijemo z obrnjenim (invertnim) faznokontrastnim mikroskopom. Vsaka gruča predstavlja klonsko ekspanzijo enega hibridoma. Posamezne celice iz teh gruč prenesemo in jih gojimo v ločenih jamicah, da si zagotovimo monoklonskost za vsako izločeno protitelo. Klone iz posameznih celic testiramo glede na navzočnost protiteles v supernatantni tekočini. Klone, ki proizvajajo želena protitelesa, lahko naprej subkloniramo, da si zanesljivo zagotovimo čistost klona v vsaki vdolbinici za mikrokulturo.
Ko dobimo čiste klone hibridomov, ki proizvajajo protitelesa, jih testiramo glede na želeno specifičnost protiteles. Najbolj uporabljeni tehniki sta encimskoimunski test (ELISA) in radioimunski test (RIA). Po določitvi hibridoma, ki izloča želeno protitelesno specifičnost, ta hibridom znova kloniramo z metodo končnega razredčenja, da si zagotovimo, da je kultura v resnici monoklonska. Klonirane hibridome nato razmnožujemo na različne načine in pridobivamo velike količine monoklonskih protiteles. Hibridome lahko gojimo v steklenicah za tkivno kulturo ali pa v peritonealni votlini histokompatibilnih (singenskih) miši, kjer se protitelesa izločajo v ascites v velikih koncentracijah, vendar se zaradi etičnih razlogov ta način proizvodnje protiteles vse bolj opušča.
Tako v tkivni kulturi kot v ascitesu je poleg želenih monoklonskih protiteles še mnogo drugih molekul, ki jih moramo za nadaljnjo uporabo protiteles odstraniti. V tkivni kulturi so neželene komponente, predvsem rastni faktorji, hormoni in transferini, medtem ko vzorec in vivo vsebuje poleg monoklonskih protiteles še druga protitelesa, proteaze, nukleaze, nukleinske kisline in viruse. V obeh primerih so lahko hibridomi v vzorec izločili tudi citokine, prav tako pa so vzorci lahko kontaminirani z bakterijami in njihovimi izločki (endotoksini).
Vzorec z monoklonskimi protitelesi najprej pripravijo za čiščenje tako, da celice in njene dele, lipide in še druge možne večje nečistoče odstranijo s centrifugiranjem, ki ji sledi filtracija s porami filtra 0,45 µm. V primeru nezadostnih koncentracij monoklonskih protiteles te skoncentrirajo z ultrafiltracijo ali z dializo.
Večino nabitih nečistoč predstavljajo anioni, kot so nukleinske kisline in endotoksini. Teh se znebimo z ionsko-izmenjevalno kromatografijo. Pri kation-izmenjevalni kromatografiji pri dovolj nizki vrednosti pH se želena protitelesa vežejo na kolono, medtem ko anioni potujejo skozi, pri anion-izmenjevalni kromatografiji pri dovolj visoki vrednosti pH pa želena protitelesa potujejo skozi kolono, medtem ko se anioni vežejo.
Beljakovine lahko ločujemo glede na njihovo izoelektrično točko (pI). Primer: albumin ima izoelektrično točko pri 4,8, kar je precej manj od izoelektrične točke večine monoklonskih protiteles, ki imajo pI okoli 6,1. Po drugi strani pa s to metodo ne moremo dobro ločiti monoklonskih protiteles od transferinov, ki imajo izoelektrično točko pri 5,9. Za dobro ločitev namreč velja, da mora biti razlika v pI vsaj za 1. Transferin tako od vzorca raje ločujemo z gelsko kromatografijo. Mnogo hitrejša, enostopenjska metoda za čiščenje pa je afinitetna kromatografija z uporabo proteina A/G ali specifičnega antigena. Protitelesa lahko ločimo od drugih beljakovin tudi z obarjanjem, pri tem uporabljamo natrijev sulfat ali amonijev sulfat. Protitelesa se namreč oborijo že pri nizkih koncentracijah soli, medtem ko večina drugih beljakovin šele pri višjih koncentracijah.
Doseženo čistost vzorca lahko analiziramo s kromatogramom. Kakršnakoli nečistoča bo dala vrh, površina pod vrhom pa nakazuje na količino te nečistoče. Alternativno lahko izvedemo tudi gelsko elektroforezo in kapilarno elektroforezo, pri čemer za vsako nečistočo tudi tukaj dobimo lise različnih intenzitet, odvisno od množine nečistoče.

## Človeška monoklonska protitelesa
Priprava človeških monoklonskih protiteles je precej težavna. Največjo težavo predstavlja izolacija aktiviranih limfocitov B. Človeške hibridome je namreč treba pripraviti iz človeške periferne krvi, ki pa ima zelo malo aktiviranih limfocitov B. Ljudi seveda ne moremo imunizirati, kot lahko to storimo pri miših. To težavo so poskušali rešiti z imunizacijo humanih celic in vitro, vendar je odziv drugačen kot in vivo, posledica tega je, da celice B navadno izdelujejo samo šibko afinitetna protitelesa IgM. Imunizaciji humanih celic in vitro se lahko izognemo z vgraditvijo genov, ki zapisujejo humana protitelesa, v t. i. SCID-humano miš. Mutiranemu sevu miši, ki so brez limfocitov B, so vgradili humani priželjc in bezgavke.  SCID-humana miš ima tako humane limfocite B in T. Po imunizaciji teh miši lahko iz vranice osamimo aktivirane limfocite B in jih uporabimo za pripravo humanih monoklonskih protiteles. Druga velika težava pri pripravljanju humanih monoklonskih protiteles je pomanjkanje humanih mielomskih celic, ki bi bile nesmrtne, primerne za selekcijo v gojišču HAT in ki ne izdelujejo protiteles. Način, da se naredi humane celice nesmrtne, je tak, da normalne limfocite B transformirajo z virusom Epstein-Barr. Če limfocite B kultiviramo skupaj z antigenom v navzočnosti tega virusa, se nekateri limfociti B transformirajo in pridobijo lastnost trajnega razmnoževanja in izdelovanja protiteles. Kloniranje takih spremenjenih in aktiviranih celic lahko uporabimo za pripravo človeških monoklonskih protiteles

## Imunotoksini
Imunotoksini, ki so sestavljeni iz monoklonskih protiteles, specifičnih za tumor, na katerih je pritrjen toksin, so potencialne zdravilne učinkovine. Toksini, ki jih uporabljamo za pripravljanje imunotoksinov, so ricin, toksin šiga in davični toksin. Primerni so še številni drugi. Vsi ti preprečujejo sintezo beljakovin. Vsak tak toksin je sestavljen iz dveh funkcijsko različnih polipeptidov: toksinske verige in verige, ki se pritrdi na celični površinski receptor. Brez pritrjevalnega polipeptida je toksin neškodljiv, ker ne more v celico. Imunotoksine pripravimo tako, da nadomestimo pritrjevalni polipeptid z monoklonskim protitelesom, specifičnim za določen tumorski antigen. Pritrjeno protitelo teoretično usmeri toksin specifično na tumorsko celico in jo ubije s tem, da prepreči sintezo beljakovin. Klinično preizkušajo več imunotoksinov. Spodbudne rezultate so dosegli pri levkemijah in limfomih, medtem ko so bili rezultati pri bolnikih z velikimi tumorji do zdaj neuspešni.

## Z genskim inženiringom preoblikovana monoklonska protitelesa
Če vbrizgnemo mišja monoklonska protitelesa ljudem, jih ti spoznajo za tuje in razvijejo proti njim protitelesni odziv. Nastala človeška protitelesa proti mišjim protitelesom hitro zmanjšajo učinkovitost mišjih monoklonskih protiteles in jih odstranijo iz telesa. Poleg tega pa lahko krožeči kompleksi mišjih in človeških protiteles povzročijo alergične reakcije. Te nezaželene reakcije močno omejujejo uporabo mišjih monoklonskih protiteles pri ljudeh. En način, da se izognemo vsaj nekaterim od teh zapletov, je razumljivo uporaba človeških monoklonskih protiteles. Zaradi tehničnih težav pri pripravi le-teh in zaradi zapletov, ki jih povzroča uporaba mišjih monoklonskih protiteles pri ljudeh, skušajo raziskovalci preoblikovati monoklonska protitelesa z rekombinantno tehnologijo DNK.

### Himerna monoklonska protitelesa
En pristop k preoblikovanju protitelesa je kloniranje rekombinantne DNK, ki ima zaporedja za promotor, vodilno zaporedje in zaporedje za variabilno regijo mišjega protitelesnega gena ter eksone in konstantne regije človeškega protitelesnega gena. Protitelo, ki ga kodira tak rekombinantni gen, je himerno protitelo miš-človek. Njegova specifičnost za antigen, ki jo določa variabilna regija, izhaja iz mišje DNK, njegov izotip (razred protiteles), ki ga določa konstantna regija, pa iz humane DNK. Taka protitelesa imajo veliko manj antigenskih determinant in so zato manj imunogena kot mišja protitelesa, če jih vbrizgnemo ljudem.
Ker mišja variabilna regija himernih protiteles tudi lahko spodbudi imunski odziv v ljudeh, so razvili humanizirana protitelesa, ki vsebujejo samo hipervariabilne regije mišjega izvora. Taka protitelesa so za ljudi manj imunogena kot himerna protitelesa.

### Bispecifična protitelesa
Bispecifična protitelesa so hibridi dveh različnih protitelesnih molekul. Razvili so različna bispecifična protitelesa, pri katerih je ena polovica specifična za tumor in druga polovica za membransko molekulo imunske efektorske celice, npr. naravne celice ubijalke, makrofaga ali citotoksične celice T. Taka bispecifična protitelesa lahko povežejo imunsko efektorsko celico s tumorjem in tako posredujejo razkroj tumorske celice.

## Uporaba monoklonskih protiteles
Monoklonska protitelesa so izredno koristna kot diagnostični in terapevtski reagenti. V začetku so uporabljali monoklonska protitelesa predvsem kot diagnostične reagente in vitro, danes pa so na voljo za določanje krvnih skupin, ugotavljanje nosečnosti, odkrivanje številnih patogenih mikrobov, merjenje serumske koncentracije številnih zdravil za usklajevanje histokompatibilnostnih antigenov in odkrivanje nekaterih tumorskih antigenov. Radioaktivno zaznamovana protitelesa lahko uporabimo za odkrivanje tumorskih antigenov in vivo, kar omogoča zgodnjo diagnozo nekaterih primarnih ali metastatskih tumorjev pri bolnikih. Monoklonska protitelesa se uspešno uporabljajo tudi pri zdravljenju.

### Zdravljenje raka
Pri zdravljenju raka imajo dovoljenje za promet na primer naslednje učinkovine iz razreda monoklonskih protiteles:
- bevacizumab
- cetuksimab
- panitumumab
- trastuzumab

### Zdravljenje avtoimunih bolezni
Monoklonska protitelesa, ki se uporabljajo za zdravljenje avtoimunih bolezni, vključujejo infliksimab in adalimumab, ki sta učinkovita proti revmatoidnemu artritisu, Crohnovi bolezni in ulcerativnem kolitisu zaradi vezave na TNF-α in njegovo posledično deativacijo. Basiliksimab in daklizumab zavirata IL-2 na aktiviranih limfocitih T in s tem pomagata preprečiti akutno zavrnitev presajenih ledvic. Omalizumab zavira človeški imunoglobulin E (IgE) in se uporablja pri zmerni do hudi astmi.

### Zdravljenje covida 19
Monoklonska protitelesa so ena od kandidatnih zdravil za zdravljenje covida 19. V ZDA je že več zdravil na osnovi protiteles pridobilo začasno dovoljenje za promet. Gre za monoklonska protitelesa proti konični beljakovini (proteinu S) virusa SARS-CoV-2. Protitelesa se pritrdijo na konično beljakovino in tako virusu preprečijo, da bi vstopil v telesne celice. Virus SARS-CoV-2 se namreč preko konične beljakovine veže na receptorje telesnih celic. Gre za zdravila, ki kažejo učinkovitost pri bolnikih z blago ali zmerno hudo obliko okužbe, in sicer zmanjšajo tveganje za razvoj hude oblike bolezni. Pri hospitaliziranih bolnikih s hudo obliko bolezni monoklonska protitelesa ne izkazujejo učinkovitosti, saj so v tej fazi bolezni odločilnejši vnetni in imunski odziv ter koagulopatija in ne virusno razmnoževanje.

### Primeri učinkovin
Primeri klinično pomembnih učinkovin iz skupine monoklonskih protiteles:
| Skupina učinkovin      | Učinkovina   | Uporaba                                                                                  | Mehanizem delovanja/ tarča                                               | Vrsta protiteles |
| ---------------------- | ------------ | ---------------------------------------------------------------------------------------- | ------------------------------------------------------------------------ | ---------------- |
| Protivnetne učinkovine | infliksimab  | - revmatoidni artritis - Crohnova bolezen - Ulcerativni kolitis                          | zavira TNF-α                                                             | himerna          |
| Protivnetne učinkovine | adalimumab   | - revmatoidni artritis - Crohnova bolezen - Ulcerativni kolitis                          | zavira TNF-α                                                             | humana           |
| Protivnetne učinkovine | basiliksimab | - akutna zavrnitev presajenih ledvic                                                     | zavira IL-2 na aktiviranih limfocitih T                                  | himerna          |
| Protivnetne učinkovine | daklizumab   | - akutna zavrnitev presajenih ledvic                                                     | zavira IL-2 na aktiviranih limfocitih T                                  | humanizirana     |
| Protivnetne učinkovine | omalizumab   | - zmerna do huda alergijska astma                                                        | zavira humane immunoglobuline E (IgE)                                    | humanizirana     |
| Protirakave učinkovine | gemtuzumab   | - ponovitev akutne mieloidne levkemije                                                   | tarča je mieloidnocelični površinski antigen CD33 na levkemičnih celicah | humanizirana     |
| Protirakave učinkovine | alemtuzumab  | - B-celična levkemija                                                                    | tarča je antigen CD52 na limfocitih T in B                               | humanizirana     |
| Protirakave učinkovine | rituksimab   | - ne-Hodgkinov limfom                                                                    | tarča je fosfoprotein CD20 na limfocitih B                               | himerna          |
| Protirakave učinkovine | trastuzumab  | - rak dojke s prekomernim izražanjem HER2/neu                                            | tarča je receptor HER2/neu (erbB2)                                       | humanizirana     |
| Protirakave učinkovine | nimotuzumab  | - odobren za skvamozne karcinome, gliom - potekajo klinične študije za druge oblike raka | zaviralec receptorja EGFR                                                | humanizirana     |
| Protirakave učinkovine | cetuksimab   | - odobren za skvamozne karcinome, raka debelega črevesa                                  | zaviralec receptorja EGFR                                                | himerne          |
| Protirakave učinkovine | bevacizumab  | - antiangiogenetsko zdravljenje raka (zaviranje nastajanja novih žil v tumorju)          | zavira vaskularni endotelijski rastni dejavnik                           | humanizirana     |
| Drugo                  | palivizumab  | - okužba z virusom RSV pri otrocih                                                       | zavira fuzijsko (F) beljakovino virusa RSV                               | humanizirana     |
| Drugo                  | abciksimab   | - preprečuje koagulacijo pri koronarni angioplastiki                                     | zavira receptor GpIIb/IIIa na krvnih ploščicah                           | himerna          |